# İnci Güçlü
İnci Güçlü (Adana, 26 febbraio 1999) è una cestista turca.

## Carriera
Con la Turchia ha disputato due edizioni dei Campionati europei (2019, 2021).